# Juan Antonio Vera Carrizal
Juan Antonio Vera Carrizal (Silacayoápam, Oaxaca, 23 de junio de 1963) es un empresario y político mexicano. Se encuentra en prisión por su autoría intelectual en el intento de feminicidio de la saxofónista María Elena Ríos. aunque fue liberado por el juez José Gabriel Ramírez Montaño en circunstancias que Berenice Ramírez Jiménez, presidenta del Tribunal Superior de Justicia del Estado ordenó investigar por lo acontecido.

## Intento de feminicidio
El 10 de septiembre de 2019 María Elena Ríos fue atacada por un hombre que lanzó ácido sobre ella, en la comunidad Huajuapan de León. Investigaciones habrían de señalar a Vera Carrizal quien habría amenazado de muerte en varias ocasiones a Ríos con quien habría sostenido una relación extramatrimonial y quien habría tratado de terminar su relación. Junto con Vera Carrizal, fue acusado su hijo Juan Antonio Vera Hernández por contubernio, ya que ambos habrían contratado a dos individuos quienes perpetraron el ataque.

### Fuga y detención
Después de la denuncia pública que hizo Ríos, Vera Carrizal se extrajo de la acción de la justicia. El gobierno del estado de Oaxaca lanzó una recompensa para pedir informes de su paradero, además la Interpol emitió una ficha roja de localización. El 6 de abril de 2020 se le detuvo en un operativo.